# Zgromadzenie Narodowe (Liban)
Zgromadzenie Narodowe (fr.: Assemblée nationale) lub Izba Deputowanych (arab.: مجلس النواب, Madżlis an-Nuwwab) – jednoizbowy parlament Libanu. Składa się ze 128 członków wybieranych w głosowaniu powszechnym w oparciu o proporcjonalny system wyznaniowy na czteroletnią kadencję.

## Uprawnienia

### Legislacyjne
Inicjatywa ustawodawcza należy do parlamentu i rady ministrów. Wszelkie akty prawne muszą najpierw zostać uchwalone przez Zgromadzenie Narodowe, a następnie kontrasygnowane przez premiera i właściwego ministra oraz podpisane przez prezydenta przed ich publikacją. Prezydent może przekazać ustawę z powrotem do Zgromadzenia Narodowego do ponownego rozpatrzenia. Parlament musi wówczas przegłosować ustawę bezwzględną większością głosów. Kworum dwóch trzecich głosów wymagane jest przy głosowaniach nad kwestiami konstytucyjnymi lub dotyczącymi parlamentarnych sekretarzy lub gdy prezydent jest oskarżony o zdradę lub pogwałcenia konstytucji (wówczas odbywa się tajne głosowanie i dla przyjęcia wniosku wymagana jest bezwzględna większość dwóch trzecich głosów).

### Kreacyjne
Zgromadzenie Narodowe wybiera prezydenta bezwzględną większością dwóch trzecich głosów oraz uczestniczy w wyborze członków Rady Konstytucyjnej, Wysokiej Rady Audiowizualnej oraz Sądu Najwyższego. Udziela także wotum zaufania premierowi i radzie ministrów.

### Kontrolne
Każdy deputowany ma prawo do podniesienia kwestii wotum nieufności wobec rządu podczas sesji zwyczajnej lub nadzwyczajnej. Dyskusja i głosowanie w sprawie takiego wniosku nie może odbywać się przez co najmniej pięć dni po złożeniu go do sekretariatu izby i jej przedstawieniu zainteresowanym ministrom. Poza tym deputowani mogą składać zapytania.

## Organy

### Przewodniczący Zgromadzenia Narodowego
Przewodniczący parlamentu jest zwyczajowo wybierany spośród szyitów na okres 4 lat (pierwotnie 2). Jest, obok prezydenta i premiera, jedną z trzech najważniejszych osób w systemie politycznym Libanu. Przewodniczy obradom Zgromadzenia Narodowego oraz odgrywa dużą rolę przy wyborze głowy państwa i rządu.
Przewodniczący Zgromadzenia Narodowego (Liban)

### Prezydium (Biuro Rady Parlamentarnej)
Skład:
- Przewodniczący Zgromadzenia Narodowego (szyita);
- Zastępca Przewodniczącego Zgromadzenia Narodowego (prawosławny chrześcijanin);
- 2 Sekretarzy Generalnych (druz i maronita);
- 3 Delegatów Biura (sunnita, grekokatolik i Ormianin).

Uprawnienia:
Biuro Rady Parlamentarnej przygotowuje i publikuje porządek obrad każdej sesji, kieruje obradami i głosowaniami, ogłasza wyniki głosowań, przygotowuje roczny budżet parlamentu, sprawuje kontrolę jego wykonania, zatwierdza mianowaniu pracowników oraz bada skargi i petycje.

### Komitety parlamentarne
Deputowani zasiadają w kilkunastu komitetach stałych, liczących od 9 do 17 członków, wliczając w to przewodniczącego oraz sprawozdawcę. Deputowani nie mogą zajmować miejsc w więcej niż dwóch komitetach, chyba że trzecim z nich jest komitet praw obywatelskich, kobiet i dzieci lub technologii informacyjnych. Członkowie komitetów są corocznie wybierani w głosowaniu tajnym na początku sesji jesiennej.

## Kadencja
Kadencja Zgromadzenia Narodowego wynosi 4 lata. Nowe wybory muszą odbyć się na 60 dni przed jej zakończeniem. Ponadto parlament może zostać rozwiązany na wniosek dwóch trzecich deputowanych. Prezydent może wystąpić do rady ministrów o rozwiązaniu parlamentu przed upływem jego kadencji. Jeśli rada ministrów na to się zgodzi, prezydent wydaje dekret. Nowe wybory muszą odbyć się w ciągu trzech miesięcy od rozwiązania parlamentu.

## Sesje
Sesje zwyczajne zwoływane są dwa razy w roku na dwa i pół miesiąca. Pierwsza sesja rozpoczyna się w pierwszy wtorek po 15 marca i kończy się pod koniec maja, a druga sesja rozpoczyna się w pierwszy wtorek po 15 października i kończy się z końcem roku (grudzień). Głównym celem tych sesji jest analiza budżetu ogólnego. Prezydent w porozumieniu z Prezesem Rady Ministrów może wezwać do sesji nadzwyczajnej dekretem, określając daty otwarcia i zamknięcia sesji nadzwyczajnej, jak również porządek obrad. Prezydent jest zobowiązany do zwołania parlamentu, jeżeli tego zażąda bezwzględna większość jego członków. Decyzje podejmowane są większością głosów. Posiedzenia parlamentu są jawne. Jednakże, na wniosek rządu lub pięciu deputowanych, obrady mogą odbywać się z wyłączeniem jawności.

## Deputowani
Zgromadzenie Narodowe składa się obecnie ze 128 deputowanych. Miejsca w parlamencie są przydzielane równo między chrześcijan i muzułmanów, proporcjonalnie pomiędzy poszczególnymi społecznościami obu grup a także proporcjonalnie między regionami. Deputowani są odpowiedzialni przed całym narodem (mandat wolny). Przysługuje im parlamentarny immunitet formalny i materialny. Jeżeli mandat wygasł, wyboru następcy odbywa się w ciągu dwóch miesięcy, chyba że miejsce zwolniło się w ciągu ostatnich sześciu miesięcy kadencji, wówczas można odstąpić od wyboru.

## Podział mandatów według wyznania
| Wyznanie                | 1960-1991 | Od 1992 |
| ----------------------- | --------- | ------- |
| Katolicy-maronici       | 30        | 34      |
| Prawosławni             | 11        | 14      |
| Katolicy-melchici       | 6         | 8       |
| Ormianie ortodoksyjni   | 4         | 5       |
| Ormianie-katolicy       | 1         | 1       |
| Protestanci             | 1         | 1       |
| Pozostali chrześcijanie | 1         | 1       |
| Chrześcijanie razem     | 54        | 64      |
| Sunnici                 | 20        | 27      |
| Szyici                  | 19        | 27      |
| Druzowie                | 6         | 8       |
| Alawici                 | 0         | 2       |
| Muzułmanie razem        | 45        | 64      |
| Łącznie                 | 99        | 128     |

## Okręgi wyborcze

### Bejrut
19 mandatów:
- Bejrut 1: 1 maronita, 1 prawosławny, 2 Ormian, 1 melchita
- Bejrut 2: 1 sunnita, 1 szyita, 2 Ormian
- Bejrut 3: 5 sunnitów, 1 szyita, 1 prawosławny, 1 druz, 1 protestant, 1 przedstawiciel mniejszości

### Góry Liban
35 mandatów:
- Alajh: 2 maronitów, 2 druzów, 1 prawosławny
- Babda: 3 maronitów, 2 szyitów, 1 druz
- Dżubajl: 2 maronitów, 1 szyita
- Kasarwan: 5 maronitów
- Al-Matin: 4 maronitów, 2 prawosławnych, 1 Ormianin, 1 melchita
- Asz-Szuf: 3 maronitów, 2 sunnitów, 2 druzów, 1 melchita

### Południowy Liban
23 mandaty:
- Bint Dżubajl: 3 szyitów
- Dżazzin: 2 maronitów, 1 melchita
- Mardż Ujun – Hasbaja: 1 sunnita, 2 szyitów, 1 prawosławny, 1 druz
- An-Nabatija: 3 szyitów
- Sajda: 2 sunnitów
- Tyr: 4 szyitów
- Zahrani: 2 szyitów, 1 melchita

### Północny Liban
28 mandatów:
- Akkar: 1 maronita, 3 sunnitów, 2 prawosławnych, 1 alawita
- Baszarri: 2 maronitów
- Al-Batrun: 2 maronitów
- Al-Kura: 3 prawosławnych
- Al-Minja-Al-Danja: 3 sunnitów
- Trypolis: 1 maronita, 5 sunnitów, 1 prawosławny, 1 alawita
- Zgharta-Zawijja: 3 maronitów

### Bekaa
23 mandaty:
- Baalbek - Hirmil: 1 maronita, 2 sunnitów, 6 szyitów, 1 druz, 1 melchita
- Zachodnie Bekaa – Raszaja: 1 maronita, 2 sunnitów, 1 szyita, 1 druz, 1 prawosławny
- Zahla: 1 maronita, 1 sunnita, 1 szyita, 1 prawosławny, 2 melchitów, 1 Ormianin

## Siedziba
Siedziba libańskiego Zgromadzenia Narodowego znajduje się w Bejrucie. Budynek parlamentu został wybudowany w 1933 r. według projektu ormiańskiego architekta Mardirosa Altouniana.

## Administracja
Administracja Zgromadzenia Narodowego nosi nazwę Sekretariatu Generalnego, na czele którego stoi sekretarz generalny. Sekretariat Generalny podzielony jest na sześć dyrektoriatów. Sekretarzowi generalnemu podlega także obsługa techniczna parlamentu.